# Hayley Kiyoko

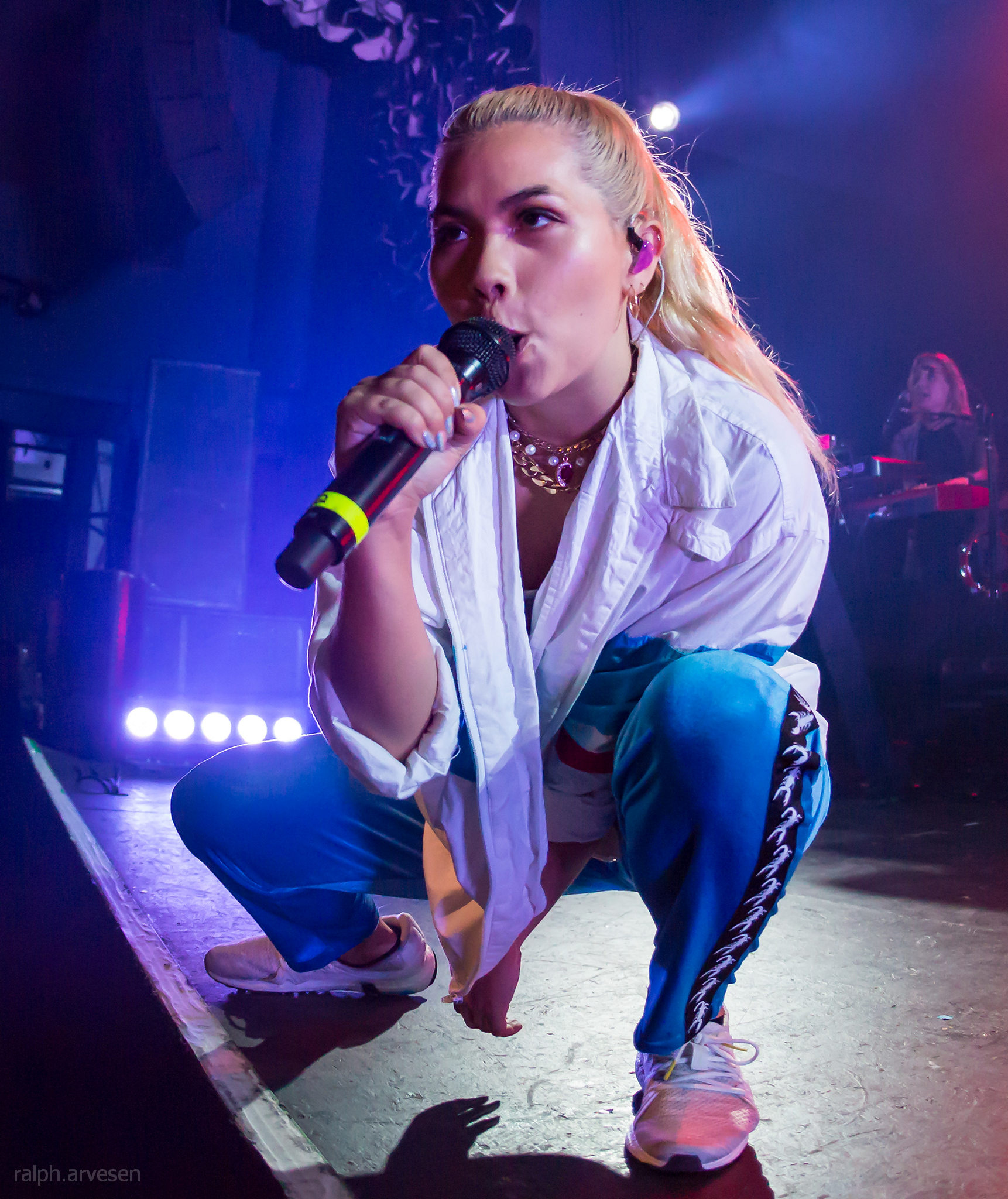
Hayley Kiyoko (2018)

Hayley Kiyoko Alcroft (* 3. April 1991 in Los Angeles, Kalifornien) ist eine US-amerikanische Schauspielerin, Sängerin und Tänzerin japanischer Abstammung. International bekannt wurde sie vor allem durch ihre Hauptrolle in dem Fernsehfilm Scooby-Doo! The Mystery Begins von 2009. Neben ihrer Tätigkeit als Schauspielerin ist sie in den letzten Jahren besonders als Sängerin und LGBT-Aktivistin, besonders durch den offenen Ausdruck ihrer Homosexualität durch ihre Musik, bekannt geworden.

## Leben und Karriere
Die japanischstämmige Hayley Kiyoko wuchs in Los Angeles im US-Bundesstaat Kalifornien auf. Sie wurde im Alter von fünf Jahren entdeckt, als sie einen Freund zu einem Fotoshooting begleitete. Sie wurde dort gebeten, selbst vor der Kamera zu posieren, und landete damit nach dem Shooting in einem Printmedium eines lokalen Unternehmens. Schließlich wurde sie vom Sender Nickelodeon entdeckt. Sie wurde auch in verschiedenen Werbekampagnen eingesetzt. Tanzunterricht bekam sie unter anderem vom Tänzer Scotty Nguyen.
Kiyoko war Klassensprecherin an ihrer Middle School. Unter ihrer Leitung und Choreografie entstand das The Agoura High Step Team. Nach ihrem Abschluss an der Agoura High School wurde sie zum Studium an der Clive Davis School of Recorded Music an der New York University zugelassen, nahm dieses Studium aus Karrieregründen aber nicht auf.
Etwa um das Jahr 2008 wurde sie Mitglied der fünfköpfigen Girlgroup „The Stunners“. Parallel zu ihrer Musikkarriere arbeitet Kiyoko seit 2009 auch als Schauspielerin und trat 2009 im Fernsehfilm Scooby-Doo! The Mystery Begins in einer der Hauptrollen als Velma Dinkley in Erscheinung. 2010 hatte sie in der Fernsehserie Die Zauberer vom Waverly Place in vier Episoden die Rolle der Stevie inne. Im Sommer 2010 tourte Kiyoko zusammen mit The Stunners als Vorgruppe vor Justin Bieber. Einen weiteren Auftritt hatte Kiyoko auch im Fernsehfilm Scooby-Doo! Curse of the Lake Monster von 2010, abermals in der Rolle der Velma Dinkley. 2011 war sie in einer der Hauptrollen im Film Lemonade Mouth – Die Geschichte einer Band zu sehen.
2015–2016 war sie in der Fernsehserie CSI: Cyber als Raven Ranmirez zu sehen.

## Filmografie (Auswahl)
Film
- 2009: Scooby-Doo! Das Abenteuer beginnt (Scooby-Doo! The Mystery Begins, Fernsehfilm)
- 2010: Scooby-Doo! Der Fluch des See-Monsters (Scooby-Doo! Curse of the Lake Monster, Fernsehfilm)
- 2011: Lemonade Mouth – Die Geschichte einer Band (Lemonade Mouth, Fernsehfilm)
- 2012: Blue Lagoon: Rettungslos verliebt (Blue Lagoon: The Awakening, Fernsehfilm)
- 2015: Insidious: Chapter 3 – Jede Geschichte hat einen Anfang (Insidious: Chapter 3)
- 2015: Jem and the Holograms
- 2016: XOXO
- 2017: Becks
- 2021: Hello, My Name Is Frank

Fernsehserien
- 2007: Unfabulous (Episode 3x04)
- 2010: Die Zauberer vom Waverly Place (Wizards Of Waverly Place, 3 Episoden)
- 2011: Zeke und Luther (Zeke and Luther, Episode 3x11)
- 2013: Vampire Diaries (The Vampire Diaries, Episode 5x01)
- 2014: The Fosters (5 Episoden)
- 2015–2016: CSI: Cyber (31 Episoden)
- 2017: Insecure (Episode 2x04)
- 2018–2019: Five Points (20 Episoden)
- 2021: LOKI
- 2022: Life by Ella (Episode 1x04)

## Diskografie

### Studioalben
- 2018: Expectations
- 2022: Panorama

### EPs
- 2013: A Belle to Remember
- 2015: This Side of Paradise
- 2016: Citrine
- 2020: I'm Too Sensitive For This Shit

### Singles
- 2011: Breakthrough (mit Bridgit Mendler, Adam Hicks & Naomi Scott)
- 2013: A Belle to Remember
- 2014: Rich Youth
- 2014: This Side of Paradise
- 2015: Girls Like Girls (US: Gold)
- 2015: Cliff’s Edge
- 2016: Gravel to Tempo
- 2016: One Bad Night
- 2017: Sleepover
- 2017: Feelings
- 2018: Curious
- 2018: What I Need (feat. Kehlani)
- 2019: I Wish
- 2019: Demons
- 2019: L.O.V.E Me
- 2019: Runaway
- 2020: she

### Gastbeiträge
- 2016: Baby Fox (Saturday, Monday feat. Hayley Kiyoko)
- 2017: Need You Closer (Phantoms feat. Hayley Kiyoko)
- 2017: Glory Days (Sweater Beats feat. Hayley Kiyoko)
- 2019: Headcase (Kailee Morgue feat. Hayley Kiyoko)

### Soundtracks
- 2011: Lemonade Mouth

## Tourneen
Headliner
- This Side of Paradise Tour (2015)
- The Summer Tour (2015)
- One Bad Night Tour (2016/17)
- Expectations Tour (2018/19)
- I’m Too Sensitive For This Shit Tour (2020)

Eröffnungsact
- Never Shout Never – Mid Winter’s Nights Dream Acoustik Tour (2015)
- Miike Snow – iii Tour (2016)
- Panic! at the Disco – Pray for the Wicked Tour (2018)